# ゾルル財閥

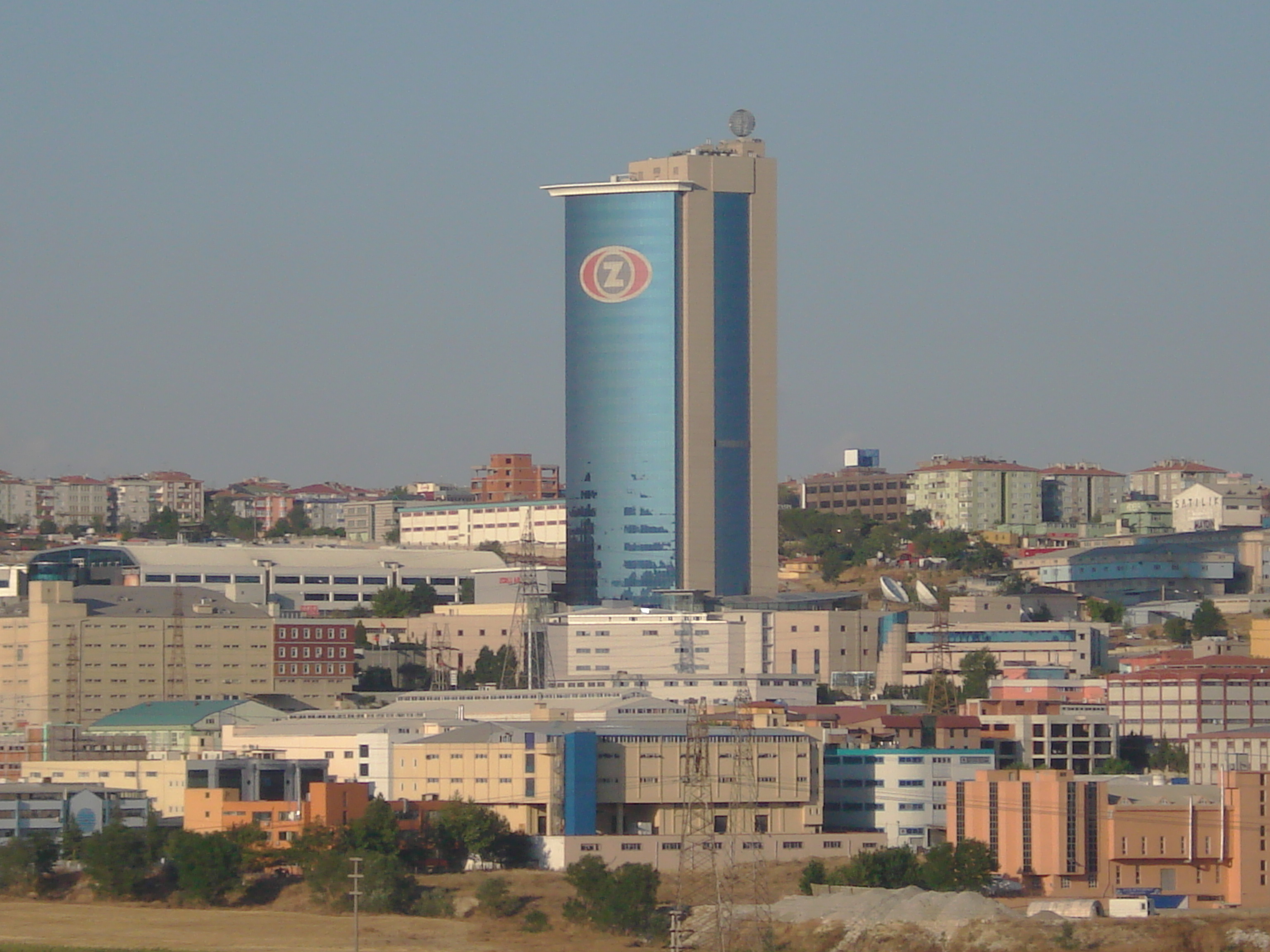
トルコイスタンブール県アヴシラーにあるゾルル財閥の本社ビル

ゾルル財閥（ゾルルざいばつ、Zorlu Grubu）は、トルコの新興財閥。現在のグループ持ち株会社クサジャ・ゾルル・ホールディング（Kısaca Zorlu Holding）の会長はアフメット・ゾルル（Ahmet Zorlu）。
主な企業は金融のデニズバンク、エネルギー部門のゾルルエナジー（Zorlu Enerji）、家電・エレクトロニクス部門のベステル（Vestel）、繊維部門のコルテクス（Korteks）など。1994年にベステルを買収後、急激に成長した。近年では、ロシア企業と共同で国営石油会社（TÜPRAŞ:Türkiye Petrol Rafinerileri A.Ş.）を買収したが、労働者からの提訴で計画は頓挫している。